# Разбойный приказ
Разбо́йный прика́з — один из органов управления (приказов) Русского государства XVI—XVII веков.
С 1539 года в Актах упоминаются бояре в Москве, которым «приказаны разбойные дела». Предположительно, это была временная комиссия, учрежденная для уничтожения разбоев, которые тогда усилились.
Но так как разбои не прекращались, то временная комиссия превратилась в постоянную, и таким образом появилась Разбойная изба, или Разбойный приказ, который впервые упоминается в 1571 и непрерывно существует до XVIII столетия.
В состав Приказа входили боярин или окольничий (первый судья), дворянин (второй судья) и два дьяка. В начале XVII века учреждение возглавлял боярин Борис Репнин; в 1670 году — Иван Дашков. Приказ заведовал делами о разбоях, грабежах и убийствах, палачами, тюрьмами; ему были подчинены губные старосты; он заботился о поимке убийц, воров и разбойников. Разбойный приказ контролировал рассмотрение уголовных дел в Приказных избах и являлся второй инстанцией для рассмотрения уголовных дел на территории государства, кроме Москвы и Московского уезда. Ведомство Разбойного приказа простиралось на всю Россию, кроме Москвы. Москва только с 1681 по 1687 годах состояла в ведении Разбойного приказа; в остальное время перечисленные обязанности исполняли земские приказы. 15 ноября 1682 года Разбойный приказ был переименован в Разбойный сыскной приказ, 6 ноября 1683 года — в Сыскной приказ; с 1687 года он называется Приказ сыскных дел, с 1689 года — опять Разбойный приказ, затем снова Сыскной приказ. Под этим названием он был расформирован в 1701 году; его дела были переданы в другие Приказы соответственно тому, какие разряды населения ведал каждый из них[уточнить].